# Атлсфорд
Атлсфорд (англ. Uttlesford) — неметрополитенский район (англ. non-metropolitan district) в графстве Эссекс (Англия). Административный центр — город Сафрон-Уолден.

## География
Район расположен в северо-западной части графства Эссекс, граничит с графствами Кембриджшир и Хартфордшир. На территории района находится лондонский аэропорт Станстед.

## История
Район был образован 1 апреля 1974 года, в него вошли округ (боро) Сафрон-Уолден и сельские районы Данмау и Сафрон-Уолден.

## Состав
В состав района входит два города:
- Грейт-Данмоу
- Сафрон-Уолден

и 58 общин (англ. civil parish).